# Cut to the Feeling
Cut to the Feeling è un singolo della cantante canadese Carly Rae Jepsen, pubblicato il 26 maggio 2017 su etichetta discografica School Boy Records, parte della famiglia della Interscope Records.

## Antefatti
Cut to the Feeling è stata scritta durante il processo di creazione del terzo album in studio di Jepsen Emotion, ma non è stato incluso nell'album perché è stato ritenuto troppo "cinematografico e teatrale". In seguito è stato progettato per l'EP Emotion: Side B, ma è stato pubblicato con Leap! dopo che Jepsen aveva firmato per il film e sentito che la canzone era adatta alla storia. Cut to the Feeling è stato incluso nella re-release Emotion: Side B+ uscita in esclusiva in Giappone il 13 settembre 2017. La traccia è una delle due canzoni, insieme a Runaways di Jepsen che sono state incluse nel film.